# Schellemolen
De Schellemolen is een stenen windmolen in het Belgische Damme. De witgeschilderde bergmolen dateert uit 1867 en verving een eerdere standerdmolen. Sinds 1479 staat op deze plaats langs de Damse Vaart een molen. De molen is uitgerust met twee steenkoppels en een olieslagerij in de kelder. In 1963 stopte het maalbedrijf, waarna de Schellemolen in verval raakte. In 1971 kocht de provincie West-Vlaanderen de molen, waarna herstel volgde. In 1977 was hij weer maalvaardig. De molen is van 1 april t/m 20 september elk weekeinde te bezoeken.

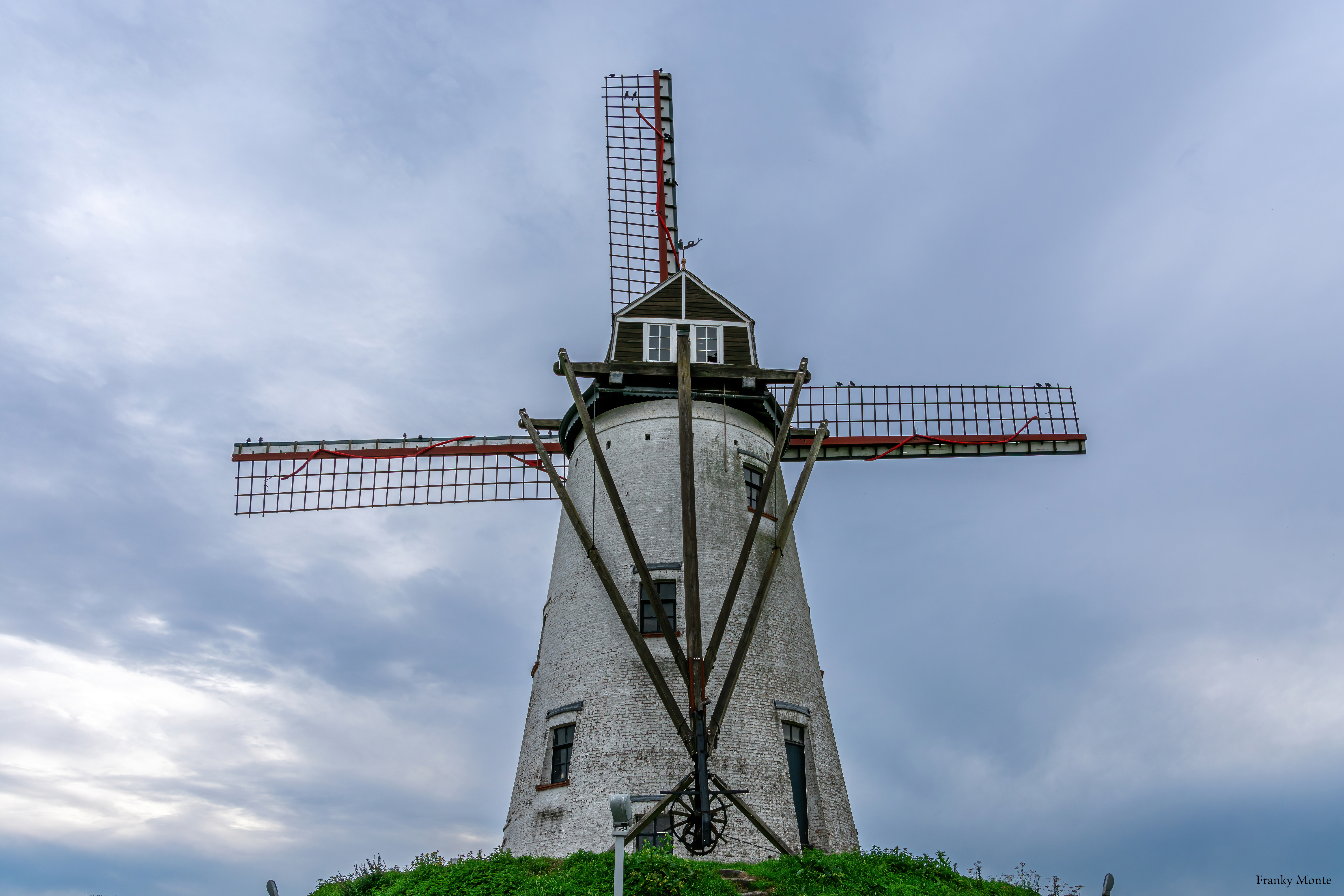
Schellemolen, Damme